# Gulltoppr

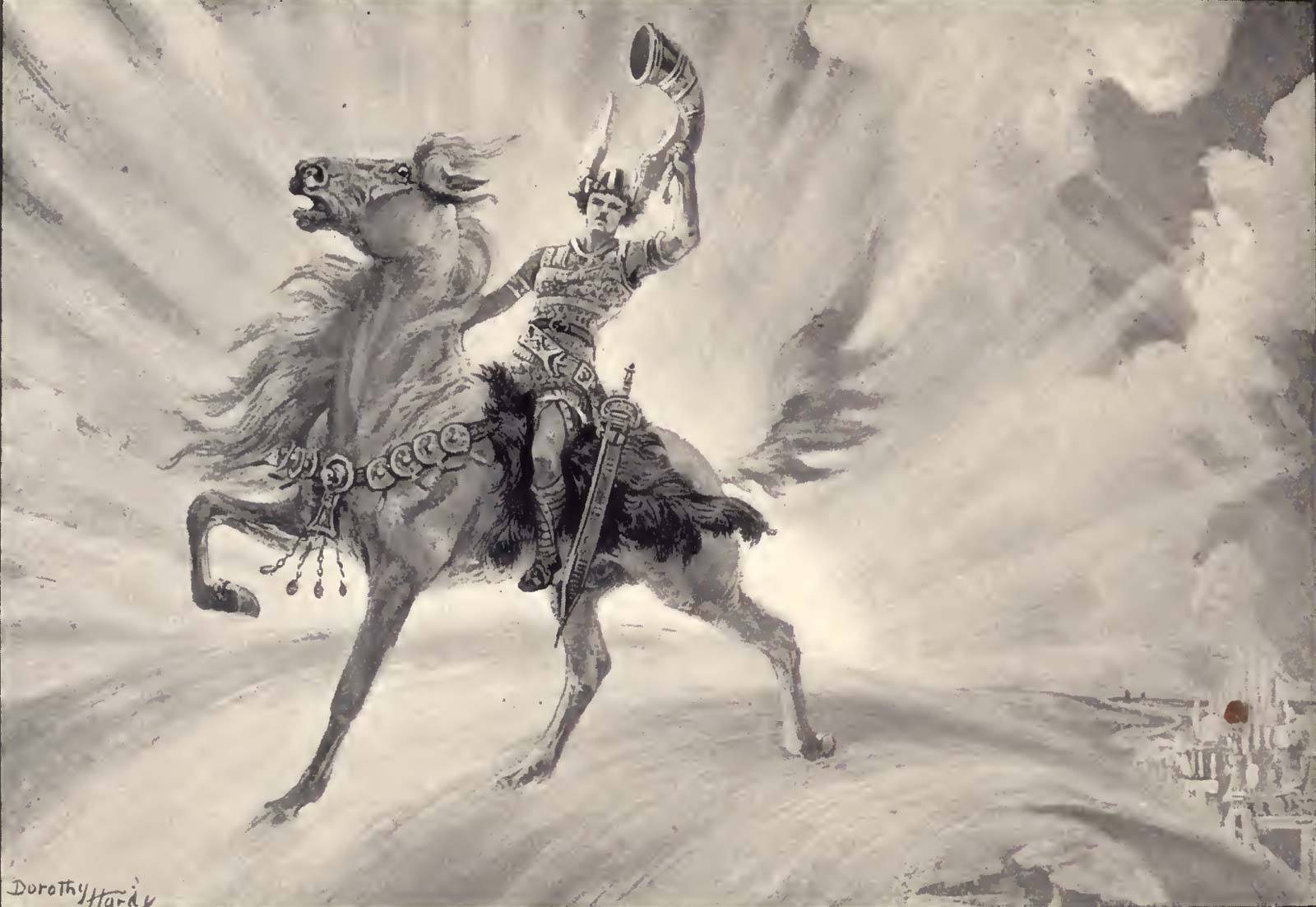
Heimdal junto a Gulltoppr, obra de Dorothy Hardy, 1908.

Gulltoppr (del nórdico antiguo: crines doradas) es, según la mitología nórdica, el caballo que pertenece al dios Heimdal. Aparece en un listado de caballos en el poema Grímnismál de la Edda poetica y en la sección Nafnaþulur de la Edda prosaica. Rudolf Simek teoriza que Snorri Sturluson asignó la propiedad del corcel a Heimdal como un intento de sistematizar la mitología.